# Klaus Schulz (Basketballspieler)
Klaus Schulz (* 26. Mai 1936) ist ein ehemaliger deutscher Basketballnationalspieler.

## Laufbahn
Schulz spielte bei Alemannia Aachen Fußball, nach einer Kopfverletzung lag er zwei Tage lang im Koma.
In der Saison 1961/62 spielte er beim spanischen Verein Estudiantes Madrid. Mit den Basketballern von Alemannia Aachen wurde Schulz 1963 und 1964 deutscher Meister, zudem trat er mit der Mannschaft im Europapokal an.
Anschließend wechselte er zum FC Bayern München, mit dem er 1968 Pokalsieger wurde und bei dem er in späteren Jahren auch als Spielertrainer fungierte. In den 1980er Jahren wurde Schulz beim FC Bayern Leiter der Basketballabteilung, unter seiner Leitung stiegen die Münchener 1987 in die Basketball-Bundesliga auf.
Beruflich wurde Schulz als Rechtsanwalt tätig und verteidigte in dieser Funktion unter anderem seinen Mannschaftskollegen John „Slim“ Thornton, der wegen Mord angeklagt war.

### Nationalmannschaft
In den Jahren 1957, 1961 und 1965 nahm Schulz mit der bundesdeutschen Nationalmannschaft an Europameisterschaftsendrunden teil.